# Compansione

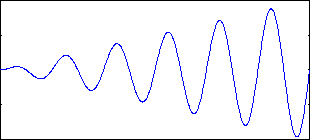
Segnale originale

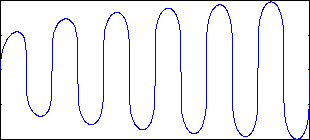
Dopo la compressione, prima dell'espansione

Nelle telecomunicazioni, nella teoria dei segnali e nella termodinamica, la compansione (conosciuta anche con il termine inglese companding) è un metodo per attenuare gli effetti deleteri di un canale con intervallo dinamico limitato. Il nome è una combinazione di compressione ed espansione.
Mentre la compressione utilizzata nella registrazione audio e simili dipende da un amplificatore controllato in tensione, ed è quindi un processo localmente lineare (lineare per regioni brevi, ma non globalmente), la compansione è non lineare e ha luogo nello stesso modo in tutti gli istanti di tempo. L'intervallo dinamico di un segnale viene compresso prima della trasmissione e viene espanso al valore originale nel ricevitore.
Il circuito elettronico che fa questa operazione si chiama compansore (detto anche, in inglese, compander o compandor) e funziona comprimendo o espandendo l'intervallo dinamico di un segnale elettronico analogico come il suono. Una varietà è costituita da una tripletta di amplificatori: un amplificatore logaritmico, seguito da un amplificatore lineare controllato in tensione e da un amplificatore esponenziale. Tale tripletta ha la proprietà che la sua tensione in uscita è proporzionale a quella in entrata elevata ad una potenza regolabile. I compansori si usano negli impianti audio dei concerti e in alcuni sistemi di riduzione del rumore come il dbx e Dolby NR (tutte le versioni).
La compansione può anche riferirsi all'uso della compressione, dove il guadagno è diminuito quando i livelli salgono al di sopra di una certa soglia, e il suo complemento, l'espansione, dove il guadagno è aumentato quando i livelli scendono al di sotto di una certa soglia.
L'uso della compansione permette ai segnali con un ampio intervallo dinamico di essere trasmessi su attrezzature che hanno una minore capacità dell'intervallo dinamico. Ad esempio, si impiega nei radiomicrofoni professionali poiché l'intervallo dinamico dello stesso segnale audio del microfono è più grande dell'intervallo dinamico fornito dalla trasmissione radio. La compansione riduce anche i livelli di rumore e di diafonia nel ricevitore.
La compansione si usa nei sistemi digitali e telefonici, comprimendo il segnale prima dell'entrata in un convertitore analogico-digitale (ADC), e poi espandendolo dopo l'uscita da un convertitore digitale-analogico  DAC. Questo è equivalente a usare un ADC non lineare come in un sistema telefonico T-carrier che implementa la compansione della legge A o della legge μ. Questo metodo si usa anche nei formati dei file digitali per un migliore rapporto segnale/rumore (SNR) a velocità di trasmissione inferiori. Ad esempio, un segnale PCM a 16 bit codificato linearmente può essere convertito in un file WAV o AU mentre si mantiene un SNR decente comprimendo prima della transizione a 8 bit ed espandendo dopo una riconversione a 16 bit. Si tratta in effetti di una forma di compressione di dati audio "lossy" (cioè con perdita di dati).
Molti dei fabbricanti di attrezzature musicali (Roland, Yamaha, Korg) usavano la compansione per la compressione dei dati nei loro sintetizzatori digitali. Questo risale alla fine degli anni 1980 quando i chip di memoria spesso diventavano le parti più costose dello strumento. I fabbricanti solitamente esprimono la quantità di memoria com'è nella sua forma compressa. Così, ad esempio, la memoria ROM da 24 MB delle forme d'onda (waveform ROM) del sintetizzatore Korg Trinity corrisponde in effetti a 48 MB di dati. Tuttavia, rimane il fatto che l'unità ha una ROM fisica da 24 MB. Nell'esempio delle schede di espansione Roland SR-JV, di solito esse vengono pubblicizzate come schede da 8 MB che contengono "il contenuto equivalente di 16 MB". La copia non attenta dell'informazione e l'omissione della parte che precisa "equivalente" possono spesso indurre in confusione.

## Storia
L'uso della compansione in un sistema di trasmissione di immagini digitali fu brevettato da A. B. Clark della AT&T nel 1928 (registrato nel 1925):
(Brevetto di A. B. Clark)
Nel 1942, Clark e la sua squadra terminarono il sistema sicuro di trasmissione della voce SIGSALY, che includeva il primo uso della compansione in un sistema (digitale) PCM.
Nel 1953, B. Smith mostrò che un DAC non lineare poteva dare come risultato la non linearità inversa in una configurazione ADC per approssimazione successiva, semplificando la progettazione di sistemi di compansione digitale.
Nel 1970, H. Kaneko sviluppò la descrizione uniforme delle leggi della compansione segmentale (lineare a tratti) che erano state ormai adottate nella telefonia digitale.